# Моніка Беднарек
Моніка Беднарек (англ. Monika Bednarek, нар. 1977) — австралійська лінгвістика німецького походження. Вона є професоркою лінгвістики у Сіднейському університеті та директоркою у Сіднейської корпусної лабораторії. Вона є однією зі співрозробниць Дискурсивного аналізу новинних цінностей, який є основою для аналізу того, як події будуються як новини через мову та зображення. Її робота охоплює різні лінгвістичні субдисципліни, включаючи корпусну лінгвістику, медіа-лінгвістику, соціолінгвістику, дискурс-аналіз, стилістику та прикладну лінгвістику.

## Біографія
Моніка Беднарек народилася та здобула освіту на півдні Німеччини. Вона отримала ступінь доктора філософії з англійської лінгвістики у 2005 році в Аугсбурзькому  університеті. Також вона отримала ступінь габілітації з англійської лінгвістики у 2008 році в тому ж університеті, де вона отримала своє перше академічне призначення. З 2009 року вона продовжує працювати на посаді викладача лінгвістики у Сіднейському університеті.

## Внески в лінгвістику
Значна частина досліджень Моніки Беднарека є внеском у корпусний аналіз дискурсів або дослідження дискурсу за допомогою корпусу. Ключові проекти включають аналіз телесеріалів (з акцентом на діалогах), новинний аналіз (аналіз цінностей новин, спільних новин та новин про здоров'я), мову оцінки/емоцій, а також інновацій в методології досліджень у корпусній лінгвістиці.

### Телевізійний діалог
Дослідження Моніки Беднарека телевізійного діалогу зосереджене на американських телесеріалах, а останні роботи поширюються на австралійські серіали. Внески Моніки Беднарека включає теоретичне осмислення, телевізійної персоніфікації, наприклад, концепцію «виразної ідентичності персонажа», нову структуру для аналізу функцій діалогу, а також методологічному інновацію, що полягає у тристоронньому погляді на те, як мова використовується в телесеріалах, як її створюють сценаристи і як її споживають у транснаціональному контексті. Для цього проекту було зібрано новий корпус з 66 різних телесеріалів. Її робота над лайливими та табу словами в телевізійному діалозі призвела до нової операціоналізації і теоретизації таких слів, а також до нової систематики відповідних мовних практик.

### Новинний дискурс
Ранній корпусний дискурс-аналіз систематично порівнював висловлювання думок у британських широкоформатних та таблоїдних газетах. Пізніше Моніка Беднарек у співпраці з доктором Хелен Кейпл, створила концепцію дискурсивного аналізу новинних цінностей. Цей підхід використовує корпусний та дискурс-аналіз для вивчення того, як новинні цінності будуються за допомогою семіотичних ресурсів (мова, зображення тощо).

### Оцінка, емоції, ставлення
Моніка Беднарек зробила внесок у дослідження мови та оцінки/емоцій. Її книга 2006 року «Evaluation in Media Discourse» представила параметричну систему оцінки, а книга 2008 року «Emotion Talk Across Corpor» розробила корпусний лінгвістичний підхід до аналізу висловлювань емоцій і дослідила його на прикладі британських реєстрів англійської мови. У книзі є розділ, що описує локальну граматику афекту, яку Сьюзен Ганстон оцінила як «ймовірно, найуспішнішу» версію. Вона також зробила внесок у критику та розвиток досліджень з оцінки, особливо стосовно ставлення та афекту.

## Основні публікації
- Bednarek, M. (2023) Language and Characterisation in Television Series: A Corpus-informed Approach to the Construction of Social Identity in the Media. Amsterdam/Philadelphia: John Benjamins.
- Bednarek, M. (2019) Creating Dialogue for TV: Screenwriters Talk Television. London/New York: Routledge.
- Bednarek, M. (2018) Language and Television Series. A Linguistic Approach to TV Dialogue. Cambridge: Cambridge University Press.
- Bednarek, M. and H. Caple (2017) The Discourse of News Values: How News Organisations Create Newsworthiness. Oxford/New York: Oxford University Press.
- Bednarek, M. and H. Caple (2012) News Discourse. Continuum Discourse series (edited by Ken Hyland). London/New York: Continuum.
- Bednarek, M. (2010) The Language of Fictional Television: Drama and Identity. London/New York: Continuum.
- Bednarek, M. (2008) Emotion Talk across Corpora. Houndmills/New York: Palgrave Macmillan.
- Bednarek, M. (2006) Evaluation in Media Discourse. Analysis of a Newspaper Corpus. London/New York: Continuum.